# غابرييلا دويهي
جابريلا دويهى المولودة في 30 أبريل عام 1999 هي سباحة لبنانية. وقد تنافست ضمن فئة 400 متر سباحة حرة في الألعاب الأولمبية الصيفية 2016.

## المشاركة في الألعاب الأولمبية الصيفية 2016
| الرياضة | الفئة          | الترتيب | الزمن المُستغرق |
| ------- | -------------- | ------- | -------------- |
| السباحة | مثال سباحة حرة | 31      | 4:31.21        |

## روابط خارجية
- غابرييلا دويهي على موقع الاتحاد الدولي للسباحة (الإنجليزية)
- غابرييلا دويهي على موقع SwimRankings.net (الإنجليزية)
- غابرييلا دويهي على موقع اللجنة الأولمبية الدولية (الإنجليزية)
- غابرييلا دويهي على موقع أوليمبيديا (الإنجليزية)